# Peter Rwamuhanda
Peter Rwamuhanda (11 de dezembro de 1953 – Nansana, 8 de junho de 2008) foi um atleta ugandês que competia em 400 metros com barreiras. Partcipou nos Jogos Olímpicos de Los Angeles, em 1984, onde ajudou a equipe do Uganda a classificar-se em sétimo lugar na final da estafeta 4 x 400 metros.
O seu recorde pessoal é de 49.78 s e foi conseguido em Argel, no decorrer das eliminatórias dos Jogos Pan-Africanos.
Já depois de ficar viúvo, Rwamuhanda morreu de câncer em 2008 na sua residência de Nansana, deixando cinco filhos.